# Tampaksiring

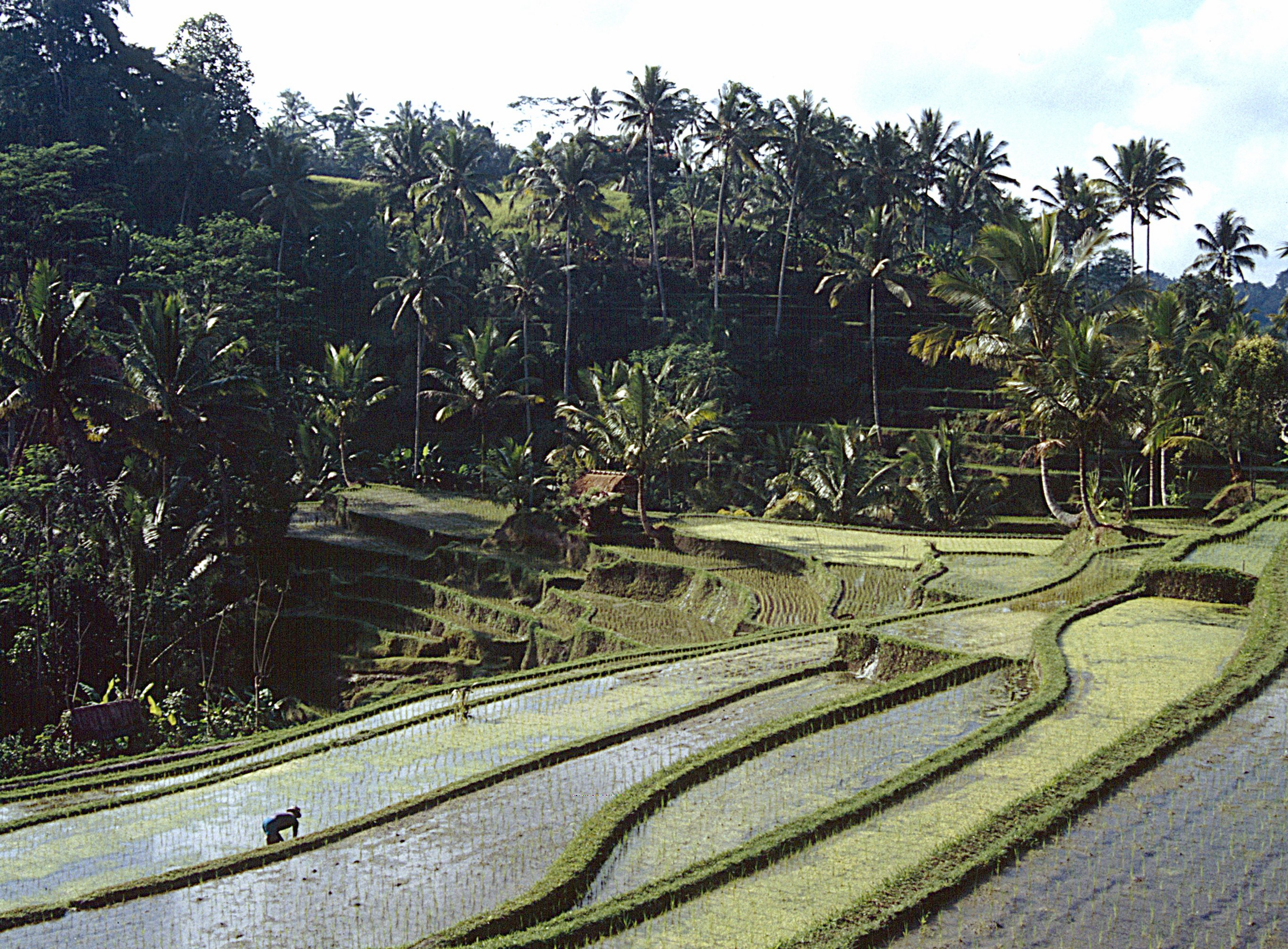
Reisterrassen bei Tampaksiring

Tampaksiring (auch: Tampak Siring) ist ein Dorf auf der indonesischen Insel Bali. Es liegt im Regierungsbezirk Gianyar, 38 km nordöstlich der Hauptstadt Denpasar und etwa 15 km nordnordöstlich von der 30.000 Einwohner zählenden Stadt Ubud.
Die Bewohner des in 630 m Höhe gelegenen Ortes sind bekannt für ihre kunstvollen Holzschnitzereien, die man hier erwerben kann, die aber auch die Pavillons im Ortstempel (Pura Desa) zieren.
In Tampaksiring steht einer der sechs indonesischen Präsidentenpaläste. Er wurde zwischen 1957 und 1960 auf Veranlassung von Präsident Sukarno erbaut. Der Komplex bedeckt mit seinen Gebäuden eine Fläche von 19 Hektar, der Hauptbau steht erhöht mit Blick auf das Dorf, den Tirta-Empul-Tempel und den Gunung Agung.
In und in der Nähe von Tampaksiring werden zwei bedeutende Heiligtümer von Balinesen wie von Touristen frequentiert:

## Sehenswürdigkeiten
- Pura Tirta Empul: Tempel des balinesischen Hinduismus, der für seine heilige Quelle bekannt ist.
- Gunung Kawi: Archäologische Stätte und Heiligtum des balinesischen Hinduismus mit sieben Meter hohen Candis, die aus einer Felswand gehauen wurden.